# ヒュー・ル・ディスペンサー (小ディスペンサー)
初代ル・ディスペンサー男爵ヒュー・ル・ディスペンサー（英語: Hugh le Despenser, 1st Baron le Despencer、1290年頃 - 1326年11月24日）は、イングランドの廷臣、貴族。
初代ウィンチェスター伯ヒュー・ル・ディスペンサーの息子。父とともに国王エドワード2世の側近として権勢をふるったが、1326年に王妃イザベラの起こしたクーデタで失脚し、父ともども処刑された。
父と区別するために小（the younger）を付けて呼ばれることが多い。

## 経歴

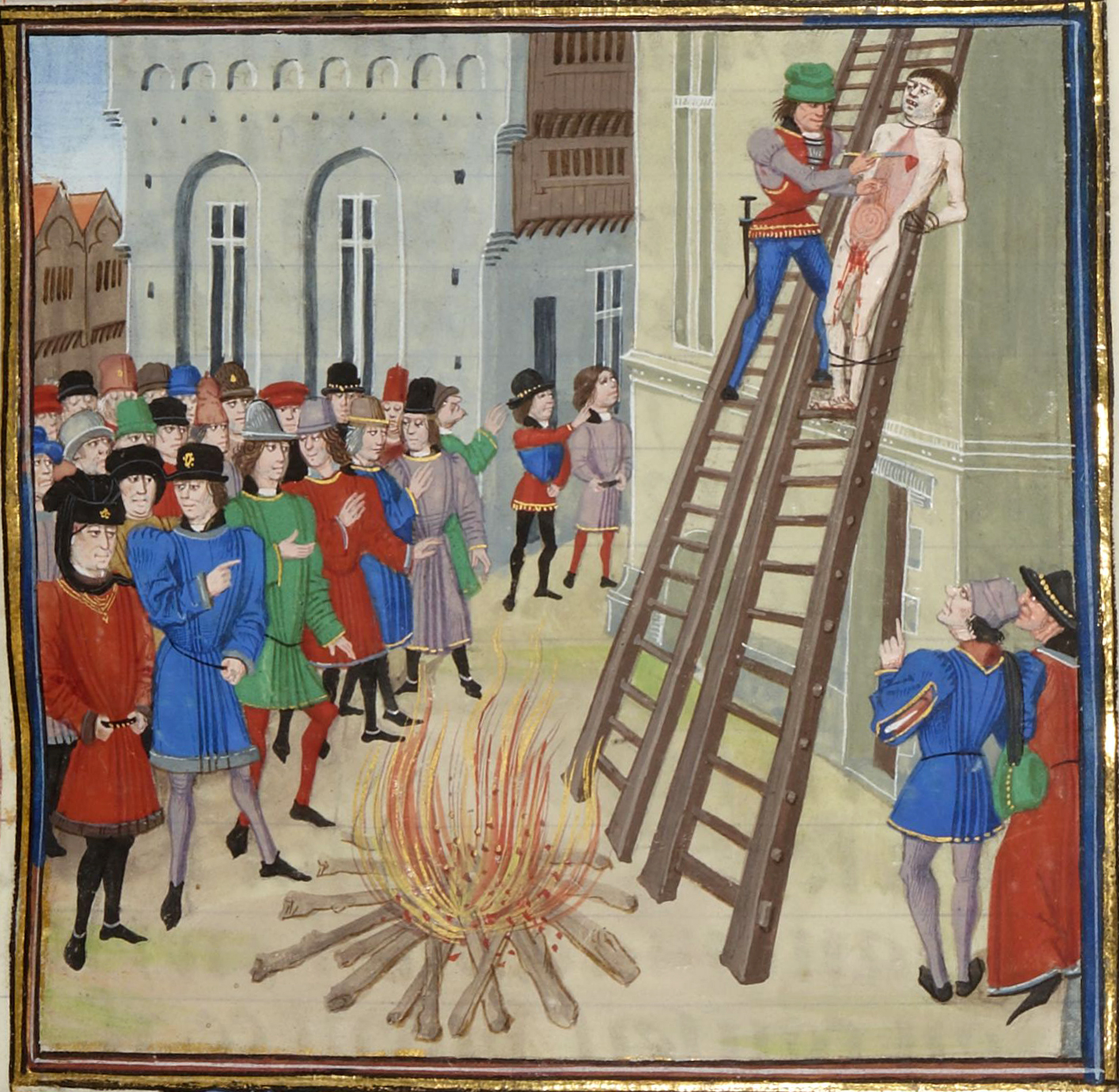
首吊り・内臓抉り・四つ裂きの刑で処刑されるヒュー・ル・ディスペンサーを描いたジャン・フロワサールの手稿

1290年頃、初代ウィンチェスター伯ヒュー・ル・ディスペンサーとその妻イザベラ（第9代ウォリック伯ウィリアム・ド・ビーチャムの娘）の間の長男として生まれる。
1309年に騎士に叙された。1311年頃まで反国王諸侯派に属していたと見られるが、その後は国王エドワード2世に忠実となった。1313年に国王私財官に任じられた。1312年にギャヴィストンが諸侯の私刑で殺害された後、代わって国王の最大の寵臣となり、父とともに宮廷を差配するようになった。1314年7月29日の議会招集令状でル・ディスペンサー男爵として議会に召集された。
1314年のバノックバーンの戦いの敗戦でエドワード2世が権威を落とすと反国王派諸侯のリーダーの第2代ランカスター伯トマスが実権を掌握し、ランカスター伯とディスペンサー父子の対立が深まった。1321年にランカスター伯の圧力でディスペンサー父子は国外に追放されたが、その翌年にはエドワード2世の求めに応じて帰国した。
それに反発したランカスター伯は国王軍に攻撃を開始したが、1322年3月16日のバラブリッジの戦いで敗北して処刑された。その後にヨークで開催された議会は、1311年に反国王派諸侯の主導で制定された国王権力を制限する改革勅令を全体として廃止したため、国王とその寵臣ディスペンサー父子が権力を復活させた。以降1326年の王妃のクーデタまでディスペンサー父子は一切の妨害に遭うことなく、思うがままに権勢をふるった。
特に息子のディスペンサーは実務嫌いの国王の代わりに実務を取り仕切った。彼が権勢をふるった時期はエドワード2世治世中最も行政改革が進んだ時期だった。その恩賞で次々と所領を得、4年間に39点の授封証書を国王からもらっている。また第7代グロスター伯ギルバート・ド・クレアの3人の女子相続人の一人エレノア・ド・クレアと結婚したことでウェールズ辺境グラモーガンを獲得し、そこを足掛かりにウェールズに所領を拡大した。
しかしこのような急速な出世はあちこちに敵を作る結果となった。特にウェールズでの所領拡大はウェールズ辺境諸侯の敵愾心と警戒心を招いた。また1324年9月に王妃イザベラの所領を没収したことでディスペンサー親子は王妃も敵に回すことになった（この年ガスコーニュで百年戦争の前振れのサン＝サルド戦争が発生し、フランス人の王妃の所領がフランス軍の橋頭保にされる恐れがあるとして没収に踏み切った）。
王妃はディスペンサーに追放されたイングランド貴族が大勢亡命中だったパリで夫エドワード2世とディスペンサー父子を打倒する陰謀を練った。そして1326年9月に王妃とウェールズ辺境諸侯の一人である初代マーチ伯ロジャー・モーティマー率いる反乱軍がイングランド東部サフォークに上陸した。エドワード2世やディスペンサー父子に味方する者はほとんどなく、反乱軍は各地で国民の支持を得て歓迎された。
反乱鎮圧が不可能と悟ったエドワード2世とディスペンサー父子はウェールズのディスペンサーの領地に逃亡したが、結局グラモーガンでエドワード2世とともに反乱軍に捕らえられた。父ウィンチェスター伯はすでにブリストルで反乱軍に捕らえられて裁判なしで処刑されていた。一方彼はヘレフォードまで連行されてそこで裁判にかけられた末に反逆者と宣告されて首吊り・内臓抉り・四つ裂きの刑で処刑された。
翌1327年にはエドワード2世も議会の決議で廃位されたうえ王妃の密命で惨殺されている。

## 家族
1306年に第7代グロスター伯ギルバート・ド・クレアの娘エレノア・ド・クレアと結婚。彼女との間に以下の5子を儲けた。
- 長男ヒュー・ル・ディスペンサー（英語版）（1308年頃 - 1349年） - 1338年にル・ディスペンサー男爵に叙される。また後世に父のル・ディスペンサー男爵位の継承者であることが確認された（デ・ジュリ）
- 次男エドワード・ディスペンサー（英語版）（1342年没） - 初代ル・ディスペンサー男爵エドワード・ル・ディスペンサー（英語版）の父
- 長女エリザベス・ル・ディスペンサー（英語版）（1389年没） - 第4代バークリー男爵（英語版）モーリス・ド・バークリー（英語版）と結婚
- 次女イザベル・ル・ディスペンサー（英語版）（1313年 - 1375年） - 第10代アランデル伯リチャード・フィッツアランと結婚
- 三女エレノア・ル・ディスペンサー（1315年 - 1351年）